# Sierra de Aitana
De Sierra de Aitana is een gebergte dat onderdeel is van de prebetische cordillera, in het oosten van het Iberisch schiereiland. Administratief ligt het gebergte in de comarca's Marina Baixa, Alcoià en Comtat in het noorden van de provincie Alicante, Valencia in Spanje. Het hoogste punt van het gebergte, Alto de Aitana, heeft een hoogte van 1.558 m. Hiermee is deze berg het hoogste punt van de provincie Alicante.

## Geografie
De Sierra de Aitana is uitgestrekt over een gebied van 2.000 hectare, op ongeveer 15 km van de Middellandse Zeekust. Naast de Alto de Aitana zijn andere hoge toppen de Penya Alta (1.506 m), de Penya Catxa (1.467 m), de El Mulero (1.308 m) en de Alt del Carrascar (1.208 m).

## Wielrennen
De top van de Alto de Aitana is een aantal maal de locatie geweest van de finish van een etappe in de Ronde van Spanje. De klim is 22,3 km lang, met een gemiddeld stijgingspercentage van 6%. De klim is vergelijkbaar met de Mont Ventoux, hoewel die steiler is. 

### Eerste boven
Onderstaande tabel geeft aan welke renners en rensters als eerste op de top kwamen bij de finish van een etappe in de Ronde van Spanje:
| Nr | Jaar | Etappe | Start    | Finish         | Afstand (km) | Eerste boven         |
| -- | ---- | ------ | -------- | -------------- | ------------ | -------------------- |
| 1  | 2001 | 15     | Valencia | Alto de Aitana | 207,2        | Claus Michael Møller |
| 2  | 2004 | 8      | Xàtiva   | Alto de Aitana | 170          | Leonardo Piepoli     |
| 3  | 2009 | 8      | Alzira   | Alto de Aitana | 204,7        | Damiano Cunego       |
| 4  | 2016 | 20     | Benidorm | Alto de Aitana | 184          | Pierre Latour        |